# Спартакиада
Спартакиадата е масово спортно съревнование.
Първоначално спартакиади по името на предводителя Спартак на въстанието на римските роби се наричали спортните съревнования, провеждани от спортни клубове в Германия. Прерастват в международни състезания, организирани от Червения спортен интернационал.
През 1920-те години спартакиадите се разпространяват в СССР, където заместват олимпийското движение, в което СССР не участва – в началото като бойкот на Международния олимпийски комитет.
В Германската демократична република, СССР и другите социалистически страни се провеждат редовно от 1964 г. спортни състезания за деца и младежи, наричани спартакиади.